# Sung Nak-woon
Dans ce nom coréen, le nom de famille, Sung, précède le nom personnel.
Sung Nak-woon (coréen : 성낙운) (né le 2 février 1926 en Corée, et mort le 28 mai 1997 à Séoul en Corée du Sud) est un joueur de football international sud-coréen, qui évoluait au poste d'attaquant.

## Biographie

### Carrière en sélection
Avec l'équipe de Corée du Sud, il figure notamment dans le groupe des sélectionnés lors de la coupe du monde de 1954. Lors du mondial, il dispute un match contre la Hongrie.
Il participe également à la coupe d'Asie des nations de 1956.

## Palmarès
Corée du Sud
- Coupe d'Asie des nations (1) :
  - Vainqueur : 1956.